# Iwan Szadr
Iwan Dmitrijewicz Szadr (Iwanow) (ros. Иван Дмитриевич Шадр (Иванов), ur. 30 stycznia?/11 lutego 1887 we wsi Taktaszi w obecnym rejonie miszkinskim w obwodzie kurgańskim, zm. 3 kwietnia 1941 w Moskwie) – rosyjski i radziecki rzeźbiarz.

## Życiorys
Od 1898 do 1901 pracował w fabryce w Jekaterynburgu, później do 1906 uczył się w jekaterynburskiej szkole artystyczno-przemysłowej, następnie w szkole artystycznej w Petersburgu i wyższych kursach dramatycznych petersburskiej szkoły teatralnej. Od 1910 do 1912 uczył się rzeźbiarstwa w Paryżu (u Rodina i Bourdelle’a) i w Rzymie. Po powrocie do Rosji w 1912 studiował w Moskiewskim Instytucie Archeologicznym, w 1914 przeniósł się do Szadrinska (od nazwy tego miasta przybrał pseudonim Szadr), od 1918 do 1921 mieszkał i pracował w Omsku, następnie wrócił do Moskwy. Po rewolucji październikowej włączył się w nurt socrealizmu, rzeźbiąc m.in. posągi Marksa, Lenina (m.in. pomnik dla Centralnego Muzeum Lenina; łącznie wykonał 16 pomników Lenina), Karla Liebknechta, Róży Luksemburg, Wiktora Nogina, innych komunistycznych ideologów i działaczy oraz Dziewczynę z wiosłem. Wykonał również pomnik Gorkiego, za co otrzymał Nagrodę Stalinowską. Został pochowany na Cmentarzu Nowodziewiczym.